# Альбисола-Супериоре
Альбисо́ла-Суперио́ре (итал. Albisola Superiore) — город в Италии, расположен в регионе Лигурия, подчинён административному центру Савона (провинция).
Население составляет 10 808 человек (на 2005 г.), плотность населения составляет 373 чел./км². Занимает площадь 29 км². Почтовый индекс — 17013. Телефонный код — 00019.
Покровителем города считается святитель Николай, Мирликийский Чудотворец. Праздник города ежегодно празднуется 6 декабря.